# Peplos

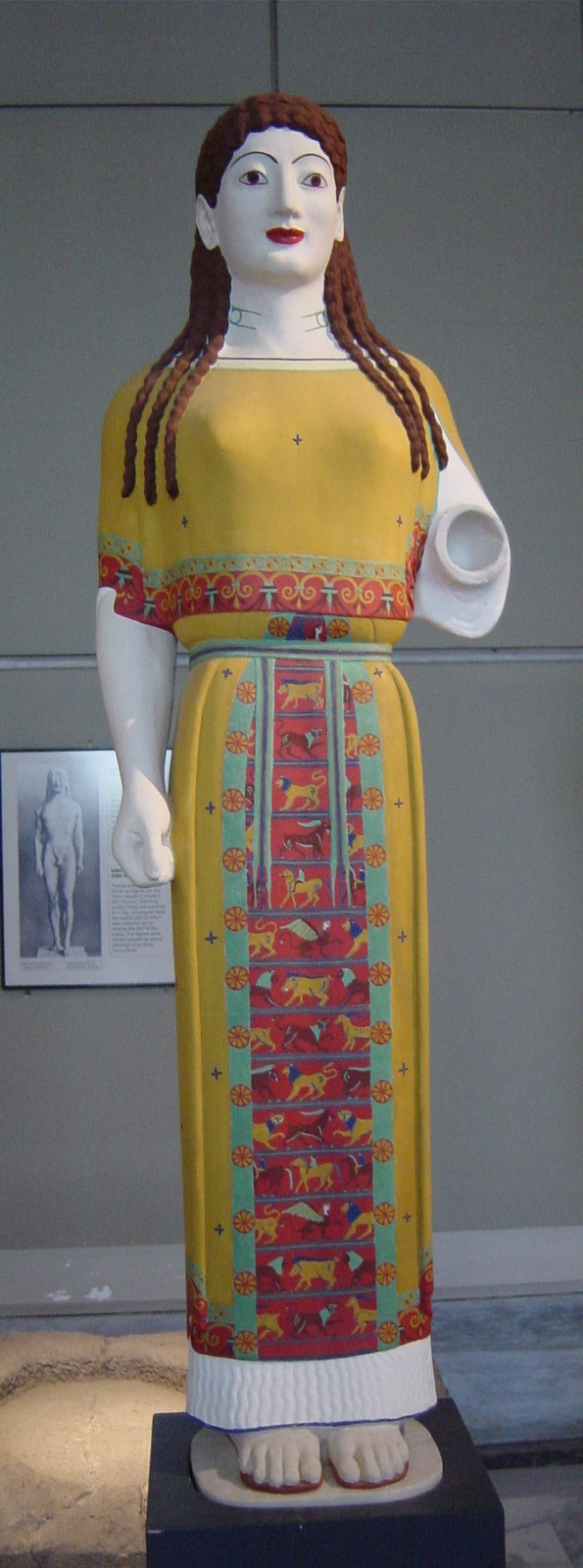
Peploskore, Athen, Akropolismuseum, um 530 v. Chr., Rekonstruktion

Peplos (altgriechisch πέπλος péplos, lateinisch peplum) bezeichnet ein bis auf die Knöchel reichendes Frauenkleid im antiken Griechenland, das in der Eisenzeit auch in verschiedenen anderen Ländern getragen wurde. In der Mode werden, davon etwas abweichend, faltenreiche Bekleidungsformen als Peplum bezeichnet.
Er besteht im Unterschied zu dem leichten Chiton aus einem langen schweren Stoff. Das viereckige Tuch wird zunächst waagerecht so gefaltet, dass oben ein Teil als Überfall (Apoptygma) umgeschlagen wird; dann wird es, mit dem Apoptygma nach außen, um den Körper gelegt. Hierbei entstehen die Varianten des seitlich offenen (ionischen oder lakonischen) und des seitlich zugenähten (dorischen) Peplos. Meist verleiht ein Gürtel dem Peplos zusätzlichen Halt; er kann sowohl über dem Apoptygma als auch unter diesem liegen. Zuweilen wird das Gewand über dem Gürtel hervorgezogen und bildet einen Bausch (Kolpos). An den Schultern wird er mit jeweils einer Fibel befestigt. Häufig überliefert finden wir den Peplos in der schwarz- und rotfigurigen Vasenmalerei, bei statuarischer Plastik seit der Archaik (zum Beispiel beim Typ der Kore), aber auch in der Architekturplastik (zum Beispiel auf Metopen).
Eine differenzierte, in Teilen auch erheblich abweichende Beschreibung des klassischen Peplum oder auch Peplus findet sich in dem 1862 erschienenen Werk von Anthony Rich, Illustrirtes Wörterbuch der römischen Alterthümer mit steter Berücksichtigung der griechischen.

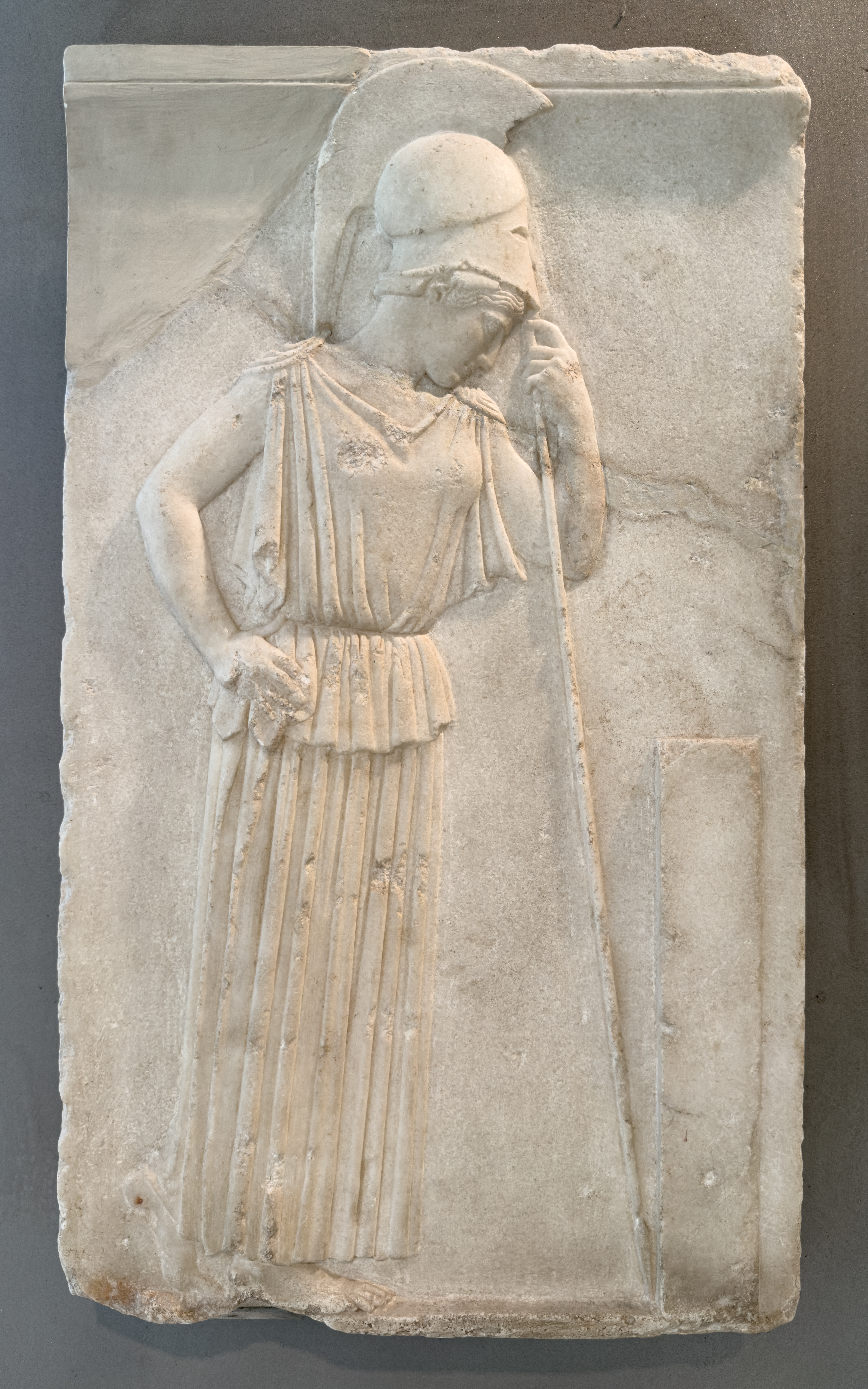
Athene in einem schlichten Peplos, ca. 460 v. Chr.
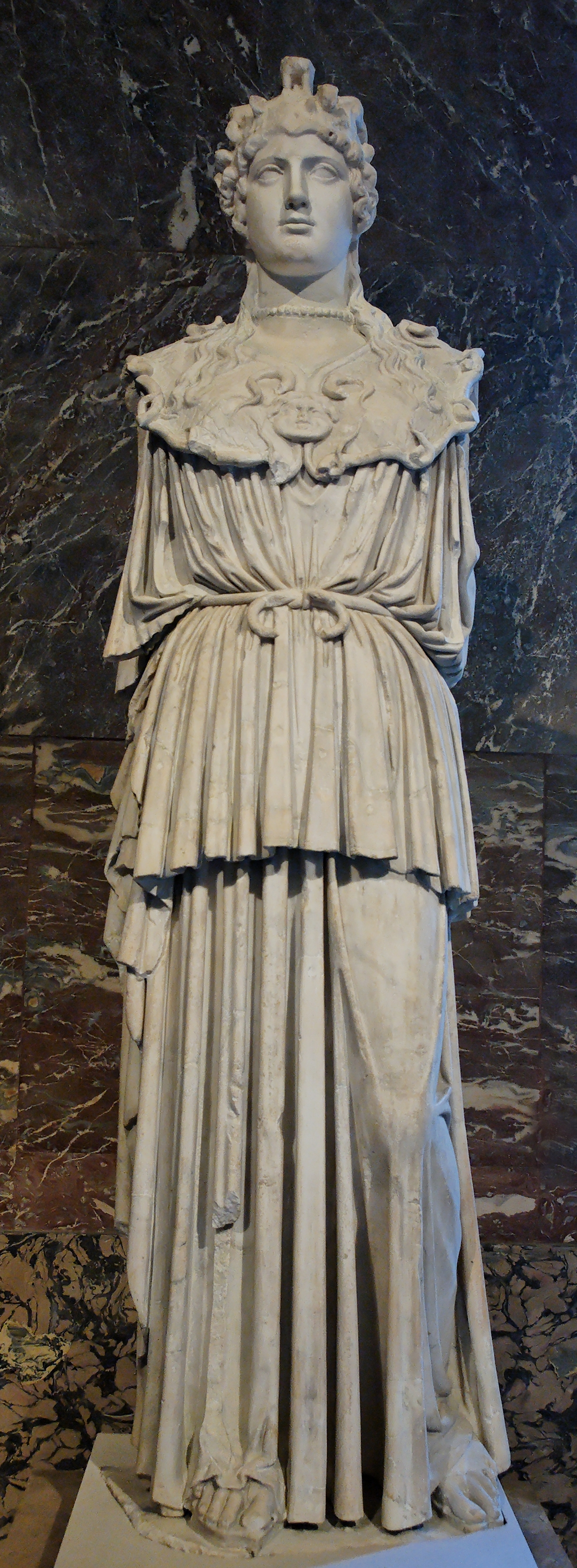
Athene in einem luxuriösen Peplos, 5. Jh. v. Chr.
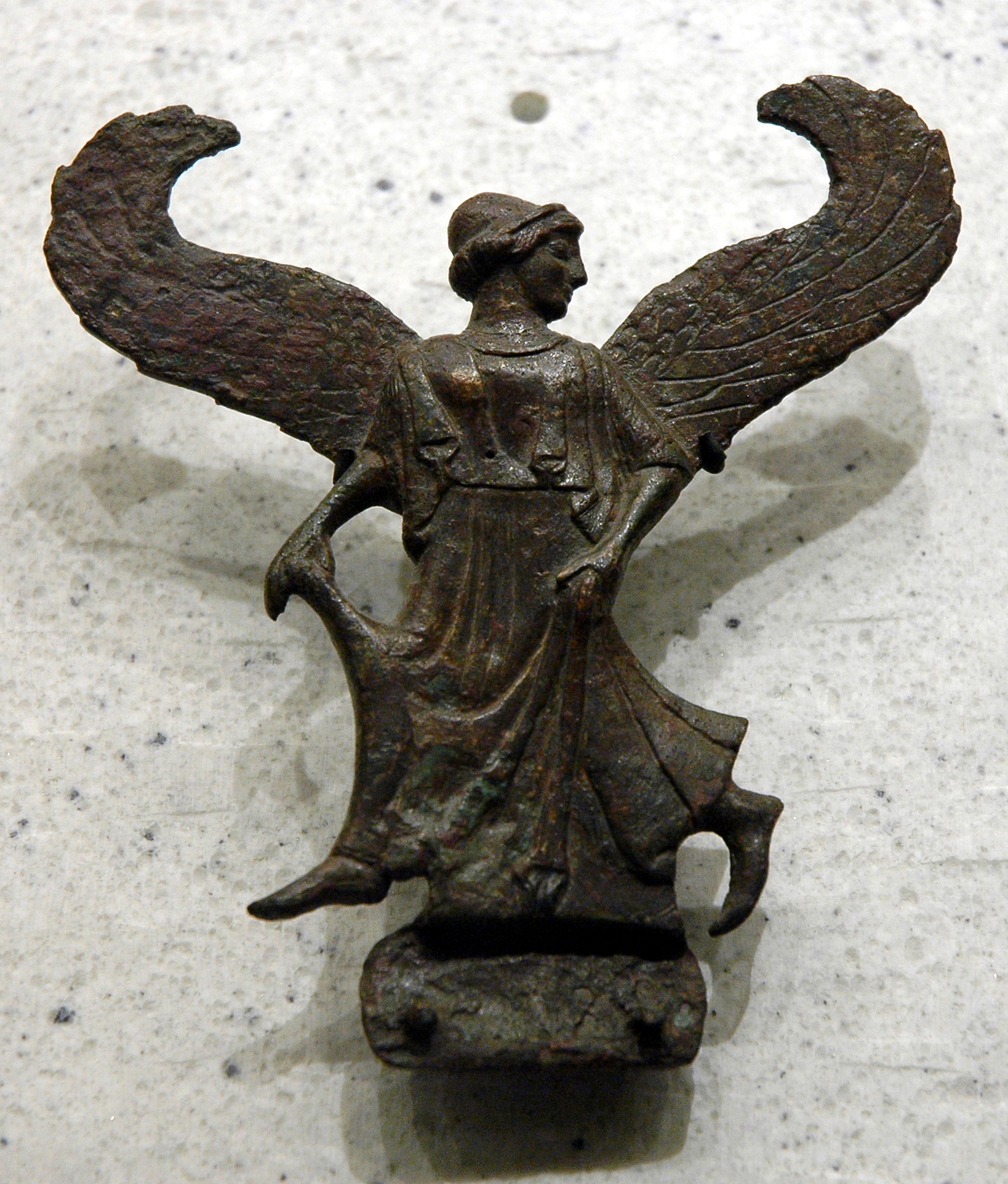
Nike in einem Peplos über einem Chiton, zweites Viertel des 5. Jhs. v. Chr.
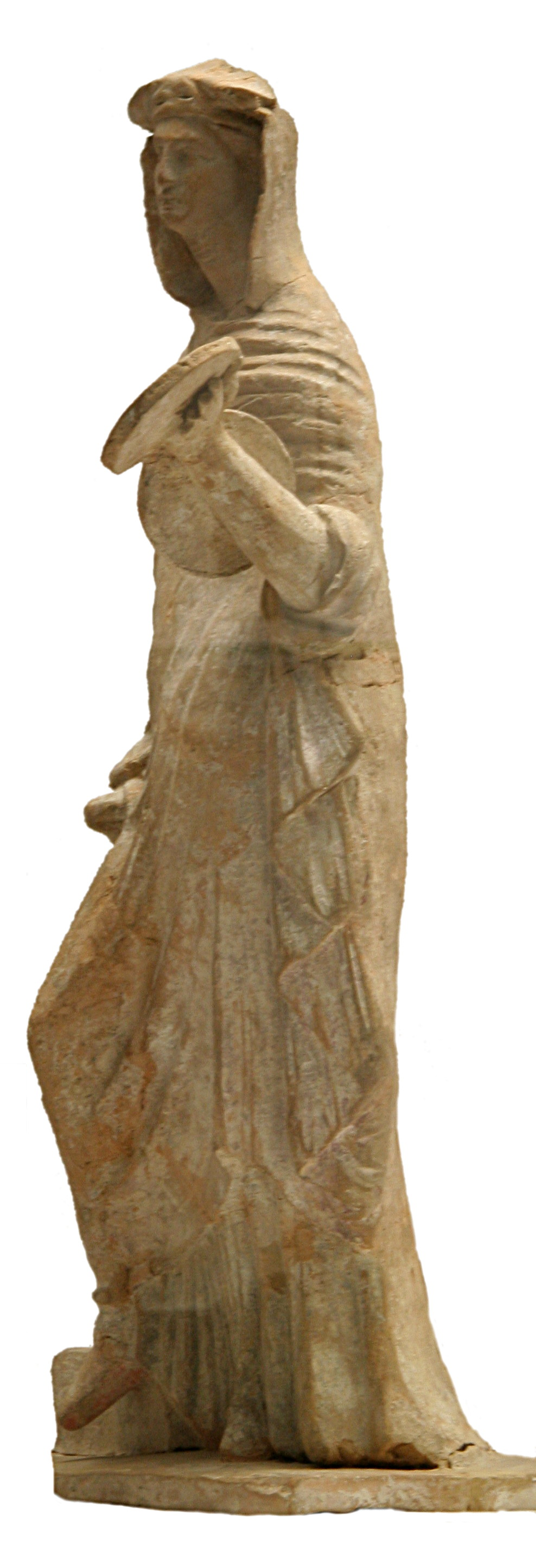
Frau, die das Apoptygma ihres Peplos über den Kopf geschlagen trägt, 2. Jh. v. Chr.